# Canthidium viridicolle
Canthidium viridicolle е вид бръмбар от семейство Листороги бръмбари (Scarabaeidae).

## Разпространение
Този вид е разпространен в Боливия.